# Family (Masters of Horror)
"Family" és el segon episodi de la segona temporada de "Masters of Horror" i fou dirigit per John Landis. Es va emetre originalment a Amèrica del Nord el 3 de novembre de 2006. El DVD va ser llançat el 17 d'abril de 2007. És el quinze i el setze episodi que s'estrena en DVD.

## Argument
Una parella jove casada, Celia (Meredith Monroe) i David (Matt Keeslar), es traslladen a una nova llar i coneixen el seu aparentment venerable veí Harold (George Wendt). Harold és de fet un psicòtic assassí en sèrie que ha creat una família utilitzant els esqueletss de les seves antigues víctimes, que ha segrestat i assassinat al llarg dels anys.
La seva família està formada per una dona i una filla, i més tard un pare i una mare, tots els quals Harold sembla creure que estan plenament vius. Els vesteix amb roba, els mou per casa i els parla com si poguessin respondre. També al·lucina que una adolescent li demanava que la matés perquè la seva "filla" pogués tenir una germana, i al sopar, sent que la Cèlia expressa el desig de tenir sexe dur allà mateix sobre la taula. També hi ha la pista que substitueix els membres de la família quan troba una nova víctima.
La Celia i el David, però, tenen un secret propi: fa anys que Harold va matar la seva filla i des d'aleshores l'han buscat. L'atreuen a una trampa i exigeixen la seva venjança. David diu que poden torturar-lo de 10 a 14 dies més, i la reacció espantada d'en Harold apareix darrere dels crèdits finals.

## Música
La música gospel que sona a la introducció és "Jesus Gave Me Water" i "Friends, Let Me Tell You About Jesus", cantada per The Dixieaires.